# 공항진
공항진(孔恒鎭, 1960년 4월 6일~)은 대한민국의 전직 기자이다.

## 기본 정보
- 83년 연세대 천문기상학과 졸업
- 86 ~ 89년 공군기상장교로 복무
- 1991년 SBS 경력 특채 입사
- 문화부, 사회부, 과학부 취재
- 과학기상팀장
- SBS 선임기자
- 기상청 정책자문위원
- 충북대 객원교수
- YTN 재난자문위원

## 경력, 수상
- 경력
  - 1982년 제1기 KBS 기상요원. 국내 첫 라디오 기상 리포터
  - 1989년 11월 ~ 1991년 4월 : 기상청 예보현업업무담당
  - 1991년 ~ 2020년 4월 : SBS 기자
- 수상 : 산학연과학기자대상, 바른말보도상, 팬택과학언론인상

## 방송 프로그램
- 1997년 ~ 2001년 : SBS SBS 뉴스퍼레이드 기상캐스터
- 1997년 ~ 2002년 : SBS SBS 8 뉴스 기상캐스터
- 2003년 : SBS 기상정보